# 3903 Климент Охридски
3903 Климент Охридски (енгл. 3903 Kliment Ohridski) је астероид главног астероидног појаса чија средња удаљеност од Сунца износи 2,930 астрономских јединица (АЈ).
Апсолутна магнитуда астероида је 12,0.